# Félix Respuela
Félix Respuela (10 de abril de 1932; 1 de septiembre de 2020; Buenos Aires, Argentina) es un exfutbolista argentino que se desempeñaba como delantero.

## Clubes
| Club                    | País      | Año         |
| ----------------------- | --------- | ----------- |
| River Plate             | Argentina | 1948 - 1954 |
| Huracán                 | Argentina | 1955 - 1957 |
| Huracán Las Heras       | Argentina | 1958        |
| Banfield                | Argentina | 1959        |
| Colón                   | Argentina | 1960        |
| Everest                 | Ecuador   | 1963        |
| LDU Quito               | Ecuador   | 1963        |
| Independiente Rivadavia | Argentina | 1964-1967   |

## Palmarés

### Campeonatos nacionales
| Título                        | Club        | País      | Año  |
| ----------------------------- | ----------- | --------- | ---- |
| Primera División de Argentina | River Plate | Argentina | 1952 |
| Primera División de Argentina | River Plate | Argentina | 1953 |